# La Chartre-sur-le-Loir

La Chartre-sur-le-Loir este o comună în departamentul Sarthe, Franța. În 2009 avea o populație de 1,465 de locuitori.